# Escrequensteiniídeos
Escrequensteiniídeos (Schreckensteiniidae) são uma família de insectos da ordem Lepidoptera.

## Géneros
Estão descritos cinco géneros:
- Amblyscopa Meyrick, 1922
- Corsocasis Meyrick, 1912
- Euhomalocera Diakonoff, 1968
- Ptilosticha Meyrick, 1910
- Schreckensteinia Hübner, 1825